# Тор Орой
Тор Хон Орой (норв. Tor Hogne Aarøy, нар. 20 березня 1977) – норвезький футболіст, нападник. Один з найвищих футболістів світу..

## Клубна кар'єра

### Початок
Почергово погравши у «Сп’єлкавік» та «Фрігг», Орой спробував долю у Русенборзі, однак перебування у складі чемпіонів позначилося травмами.

### Олесунн
На початку сезону 2001 він підписує контракт з клубом другого ешелону «Олесунн», забивши 11 голів у 26 матчах протягом дебютного сезону. Наступного сезону він допомагає Олесунну здобути підвищення у класі вперше в історії, ставши другим бомбардиром ліги з 17 голами. Сезон 2003 був провальний для Ороя і Олесунна – Орой забив 6 голів, а клуб вилетів з елітного дивізіону, зайнявши друге місце з кінця. 2004 сезон був дзеркальний і команда знову вийшла до найвищого дивізіону. 2005 року знову провальний сезон та виліт Олесунна. Перед початком сезону 2006 керівництво клубу придбало ще одного нападника, Деде Андерсона, з яким Орой створив потужний атакучий тандем. У тому сезоні він забив 12 голів, тоді як Андерсон відзначився 14 раз. У 2007 році Орой зіграв 20 ігор у Прем'єр-лізі, забивши 6 голів.

### Переїзд до Японії
У 2011 році Орой переїхав до Японії грати за місцевий клуб другого дивізіону ДЖЕФ Юнайтед. 6 березня 2011 року він забив свій дебютний гол за Тібу у матчі проти Джираванц Кітакюсю. Другий гол у лізі був забитий у грі проти ФК Токіо після довгої передачі австралійського легіонера Марка Мілігана. .
У жовтні 2012 він оголосив про намір розірвати контракт з ДЖЕФ Юнайтед наприкінці сезону через те, що тренер клубу Такаші Кіяма не випускав його на поле. Наступного року Орой повернувся до Норвегії.

## Міжнародна кар'єра
Ороя викликали до збірної 27 січня 2009 року до основного складу, сформованого наставником Егілем Ольсеном . Однак згодом він надав перевагу сімейним турботам при народженні другої дитини .
За свій зріст та лідерські здібності отримав прізвисько Дрілло.

## Статистика гравця
Станом на 28 вересня 2013
| Виступи за клуби | Виступи за клуби | Виступи за клуби | Ліга  | Ліга | Кубок            | Кубок            | Континентальна першість | Континентальна першість | Разом | Разом |
| Сезон            | Клуб             | Ліга             | Матчі | Голи | Матчі            | Голи             | Матчі                   | Голи                    | Матчі | Голи  |
| Норвегія         | Норвегія         | Норвегія         | Ліга  | Ліга | Кубок Норвегії   | Кубок Норвегії   | Європа                  | Європа                  | Разом | Разом |
| ---------------- | ---------------- | ---------------- | ----- | ---- | ---------------- | ---------------- | ----------------------- | ----------------------- | ----- | ----- |
| 1999             | Русенборг        | Тіппеліга        | 1     | 0    | 0                | 0                | 1                       | 0                       | 2     | 0     |
| 2000             | Русенборг        | Тіппеліга        | 0     | 0    | 0                | 0                | 0                       | 0                       | 0     | 0     |
| 2001             | Олесунн          | Адеколіга        | 26    | 12   | 0                | 0                | 0                       | 0                       | 26    | 12    |
| 2002             | Олесунн          | Адеколіга        | 30    | 17   | 4                | 2                | 0                       | 0                       | 34    | 19    |
| 2003             | Олесунн          | Тіппеліга        | 23    | 6    | 4                | 3                | 0                       | 0                       | 27    | 9     |
| 2004             | Олесунн          | Адеколіга        | 13    | 6    | 0                | 0                | 0                       | 0                       | 13    | 6     |
| 2005             | Олесунн          | Тіппеліга        | 20    | 4    | 3                | 4                | 0                       | 0                       | 23    | 8     |
| 2006             | Олесунн          | Адеколіга        | 27    | 12   | 2                | 0                | 0                       | 0                       | 29    | 12    |
| 2007             | Олесунн          | Тіппеліга        | 20    | 6    | 3                | 1                | 0                       | 0                       | 23    | 7     |
| 2008             | Олесунн          | Тіппеліга        | 26    | 9    | 4                | 4                | 0                       | 0                       | 30    | 17    |
| 2009             | Олесунн          | Тіппеліга        | 27    | 6    | 6                | 3                | 0                       | 0                       | 33    | 9     |
| 2010             | Олесунн          | Тіппеліга        | 30    | 12   | 2                | 0                | 2                       | 0                       | 34    | 12    |
| Японія           | Японія           | Японія           | Ліга  | Ліга | Кубок Імператора | Кубок Імператора | Кубок ліги              | Кубок ліги              | Разом | Разом |
| 2011             | ДЖЕФ Юнайтед     | Дивізіон 2       | 20    | 5    | 0                | 0                | –                       | –                       | 20    | 5     |
| 2012             | ДЖЕФ Юнайтед     | Дивізіон 2       | 15    | 1    | 1                | 0                | –                       | –                       | 16    | 1     |
| Норвегія         | Норвегія         | Норвегія         | Ліга  | Ліга | Кубок Норвегії   | Кубок Норвегії   | Європа                  | Європа                  | Разом | Разом |
| 2013             | Олесунн          | Тіппеліга        | 13    | 0    | 2                | 0                | 0                       | 0                       | 15    | 0     |
| Разом            | Норвегія         | Норвегія         | 255   | 90   | 30               | 19               | 3                       | 0                       | 288   | 111   |
| Разом            | Японія           | Японія           | 35    | 6    | 1                | 0                | –                       | –                       | 36    | 6     |
| Разом за кар’єру | Разом за кар’єру | Разом за кар’єру | 290   | 96   | 31               | 19               | 3                       | 0                       | 324   | 115   |

- Сезон 2008 також включає матчі плей-офф (2 матчі, 4 голи)
- Порожня комірка означає відсутність матчів, ? – число не вказане

## Титули і досягнення
- Чемпіон Норвегії (1):

«Русенборг»: 1999
- Володар Кубка Норвегії (2):

«Русенборг»: 1999
«Олесунн»: 2009